# Melolobium aethiopicum
Melolobium aethiopicum es una especie de planta floral del género Melolobium, tribu Genisteae, familia Fabaceae.

## Distribución
Se distribuye por provincias del Cabo.

## Taxonomía
Fue descrita por (L.) Druce y publicada en (Report,) Botanical Society and Exchange Club of the British Isles 3: 421 (1913 publ. 1914).